# Zambijská univerzita
Zambijská univerzita (zkratka UNZA) je veřejná univerzita ležící v zambijském hlavní městě Lusace. Je to nejstarší a největší zambijská vysoká škola. Založena byla roku 1965. Oficiálně otevřena veřejnosti byla 12. července 1966. Vyučovacím jazykem je zde angličtina.

## Historie
Po přijetí Zákona o Zambijské univerzitě z roku 1965 byla vytvořena prozatímní rada. V července 1965 byl jmenován vicekancléřem Douglas G. Anglin. Slavnostně byla univerzita otevřena 13. července 1966 poté, co byl 12. července 1966 jmenován prvním kancléřem univerzity prezident Kenneth David Kaunda.
Škola veterinárního lékařství získala 1. prosince 2020 cenu japonského ministra zahraničí za přínos k mezinárodní spolupráci v oblasti technické spolupráce.